# Pomatoschistus tortonesei
Pomatoschistus tortonesei és una espècie de peix de la família dels gòbids i de l'ordre dels cipriniformes que es troba a la mar Mediterrània: Marsala (Sicília) i oest de Líbia.